# Guerra del Cenepa
La guerra del Cenepa va ser un conflicte armat entre les repúbliques del Perú i de l'Equador que es produí entre gener i febrer de 1995.

## Antecedents
Aquest conflicte forma part de la llarga disputa fronterera entre ambdós països, que ja va donar lloc a l'anterior conflicte de Paquisha el 1981. En aquell cas no s'arribà a un acord i el Perú no aconseguí la demarcació fronterera de 78 km a la serralada del Còndor. Des d'aquell moment els dos països intentaren unilateralment fer valer els seus drets sobre la zona i imposar les seves versions de la línia fronterera. Per a això establien periòdicament petits campaments militars, assegurant que es trobaven en territori nacional.

## La guerra
No és clar com començà aquesta guerra. És opinió comuna que dues patrulles dels dos països es trobaren una amb l'altra i en resultà una escaramussa (els petits enfrontaments fronterers eren habituals), que s'intensificà molt més del que era normal. El desembre de 1994, el comandant de la 5a Divisió Peruana d'Infanteria de Selva "Callao", situada prop de Bagua Chica, uns 280 km al sud del naixement del Cenepa, confirmà que els equatorians havien establert una sèrie de campaments a l'àrea de la capçalera del Cenepa. Envià una patrulla a la base equatoriana de Cueva de los Tallos per donar un ultimàtum al comandant del Batalló d'Infanteria de Selva "Gualaquiza": abandonar la base, o el Perú atacaria. El comandant equatorià rebutjà l'ultimàtum, i així es posava en marxa el conflicte.
L'Equador tenia avantatges de millors posicions, línies de subministrament i comunicació més curtes, i, després de la pèrdua d'unes quantes aeronaus peruanes a causa de fallades mecàniques i a foc terra-aire equatorià molt acurat, també disposava de superioritat aèria. Globalment, la força aèria peruana perdé nou aeronaus i els equatorians sis. L'Equador desplegà unes 3.000 tropes a l'àrea mentre que el Perú, amb una logística difícil, n'enviava només 2.000.
D'aquesta manera la infanteria peruana aconseguí desallotjar l'exèrcit equatorià de la base de Cueva de los Tallos, però no de la base de Tiwintza. Finalment les Nacions Unides ordenaren un alto el foc i els països garants del Protocol de Rio de Janeiro aconseguiren la firma d'una pau, coneguda com a "Declaració de Pau d'Itamaraty". No obstant això, el Perú atacà novament la base equatoriana de Tiwintza el 22 de febrer. En aquesta acció es produïren la majoria de baixes de la guerra, i l'exèrcit peruà aconseguí desallotjar els equatorians de Tiwinza. El president peruà, Alberto Fujimori, va anunciar això a TV Perú i CNN. Tot i això, la majoria de l'opinió pública equatoriana i un petit sector de l'opinió peruana (oposada a l'actitud de Fujimori, que va prioritzar la lluita contrainsurgent en contra del terrorisme) va considerar una victòria de l'Equador en el conflicte; mentre que la major part de l'opinió pública mundial (TVE, BBC WORLD, SKY NEWS, El Mundo, The Guardian, ITAR-TASS y RIA-NOVOSTI i fins i tot l'equatoriana) va considerar una victòria peruana, tot i les pèrdues d'aquests últims. Durant la retirada desordenada del Cenepa de l'exèrcit equatorià, es van decidir plantar mines en les poques àrees que encara tenien sota el seu control, que van causar algunes baixes peruanes, però increïblement també molts morts equatorians.

## Conseqüències
El relatiu 'èxit' equatorià, el primer enfront del Perú des de la llunyana batalla de Tarqui (1829), augmentà el prestigi, credibilitat i popularitat de l'exèrcit dins del país i, al mateix temps, la posició peruana indica que intenten amagar resultats similars als de 1941 i 1981. Inicià el procés que després de la "Declaració de Montevideo" del 28 de febrer tots els combatents es retiraren de la zona el 5 de maig i el 4 d'agost es creà una zona desmilitaritzada, conduint a la firma de l'Acta de Brasilia de 1998, que va ratificar el Protocol de Rio de Janeiro amb què sembla que finalment les disputes territorials entre l'Equador i el Perú han arribat a la seva fi. Equador reconeix definitivament la sobirania peruana a Tiwinza i renuncia a ser un país amazònic.